# Mijaíl Dujanov
Mijaíl Pávlovich Dujanov (en ruso: Михаи́л Па́влович Духа́нов; Kiev, 14 de julio de 1896 - Leningrado, 2 de septiembre de 1969) fue un líder militar soviético que combatió en las filas del Ejército Rojo durante la Segunda Guerra Mundial donde alcanzó el grado militar de teniente general (1943).   
Tuvo un destacado papel, sobre todo durante las primeras fases de la guerra, especialmente durante las batallas defensivas en el área de Leningrado y posteriormente, al mando del 67.º Ejército, en la operación Chispa que permitió abrir un estrecho corredor terrestre de entre ocho a diez kilómetros de ancho hasta la ciudad. Posteriormente combatió en la operación Estrella Polar y entre 1943 y 1945 participó, como subcomandante del 8.º Ejército de Guardias, en la ofensiva del Dniéper-Cárpatos, operación Bagration, ofensiva del Vístula-Óder y finalmente en la batalla de Berlín.  

## Biografía

### Infancia y juventud
Mijaíl Dujanov nació el 14 de julio de 1896 en Kiev en esa época situada en la gobernación de Kiev (Imperio ruso). Se graduó de la Escuela de la eiudad de Kiev y de la Escuela Ministerial de dos Clases. A partir de 1911, trabajó como aprendiz y dibujante en el departamento de tierras del gobierno de la ciudad de Kiev. En agosto de 1915, aprobó los exámenes de una escuela imperial como alumno externo.
Sirvió en el Ejército Imperial Ruso desde agosto de 1915, como soldado raso en el batallón de pontones de reserva en Kiev, desde diciembre de 1915 hasta febrero de 1916, como soldado raso en el segundo batallón de zapadores de reserva en Járkov. Se graduó de la 5.ª Escuela de Alférez de Kiev en mayo de 1916. Se desempeñó como oficial subalterno del 55.º Regimiento de Fusileros de Reserva en Moscú, desde agosto de 1916, como oficial subalterno del 287.º Regimiento de Fusileros de Reserva en Kaluga. Ese mismo mes, partió hacia el frente con una compañía de marcha.
Durante la Primera Guerra Mundial, luchó en el 3.er Ejército del Frente Sudoeste. Desde enero de 1917 sirvió en el 689.º Regimiento de Fusileros Stolin de la 173.ª División de Fusileros del 46.º Cuerpo de Ejército en el Frente Rumano. En junio de 1917, fue destinado a Saransk al 234.º Regimiento de Fusileros de Reserva, en julio regresó al 689.º Regimiento de Fusileros y fue nombrado jefe del equipo de reconocimiento a pie del regimiento. Mostró coraje en las batallas, por lo que, por orden de la asamblea de soldados, recibió la Cruz de San Jorge y más tarde la Orden. Desde finales de octubre de 1917 sirvió en el 306.º Regimiento de Fusileros Mokshá, en enero fue ingresado en un hospital en Kiev debido a una enfermedad y en 1918 fue desmovilizado y partió de Kiev hacia Moscú.

### Periodo de entreguerras
En octubre de 1921, se graduó de la Academia Militar del Ejército Rojo. En octubre de 1921, fue nombrado Jefe Adjunto de Operaciones en la sede del Comandante en Jefe Adjunto del Ejército Rojo para Siberia (Novosibirsk). Desde enero de 1922, ejerció como Jefe de Estado Mayor de la 13.ª División de Caballería de Siberia (en julio se reorganizó como la 4.ª Brigada Independiente de Caballería de Siberia). La división y la brigada estaban estacionadas en Bisk y participaron activamente en la lucha contra el bandolerismo en la zona del macizo de Altái, en 1924 la brigada fue transferida al Distrito Militar Occidental (Bielorrusia) y transferida a Maguilov.
En enero de 1925, fue ascendido a Jefe de Estado Mayor del 1.er cuerpo de caballería de los cosacos rojos, que lleva el nombre del Comité Ejecutivo Central de Ucrania, y en octubre de 1925, a Jefe de Estado Mayor de la 2.ª División de caballería del Partido Comunista Alemán en el distrito militar ucraniano. Desde enero de 1926, subjefe de la unidad de combate de la escuela de caballería de Tver. Desde octubre de 1926, jefe de la unidad operativa del cuartel general del 2.º Cuerpo de Caballería en el Distrito Militar de Ucrania.
Desde julio de 1927, fue el Jefe de Estado Mayor de la 10.ª División de Caballería en el Distrito Militar de Moscú, que en marzo de 1930 pasó a llamarse 14.ª División de Caballería. Al mismo tiempo, en 1928 se graduó de los cursos de formación avanzada para altos mandos en la Academia Militar Frunze del Ejército Rojo.
Desde octubre de 1931, profesor y profesor principal en la Academia Técnica Militar Dzerzhinsky del Ejército Rojo en Leningrado. Desde junio de 1932 fue profesor titular en el Departamento de Táctica de la Academia Militar de Mecanización y Motorización del Ejército Rojo. Desde octubre de 1934 fue jefe de la Escuela Armada de Uliánovsk, desde octubre de 1936, jefe del Departamento de Fuerzas Armadas de la Dirección de Instituciones de Educación Superior del Ejército Rojo, desde octubre de 1937, subcomandante del Distrito Militar del Volga para Instituciones de Educación Militar y desde agosto de 1938, subcomandante del Distrito Militar de Leningrado.
El 21 de noviembre de 1939, fue nombrado comandante del 9.º Ejército, con este ejército participó en la guerra de invierno contra Finlandia, que operó desde el comienzo de la guerra en las direcciones de Kandalakcha y Rebolsk. El 22 de diciembre de 1939, por decisión del Cuartel General, fue destituido del cargo de comandante del 9.º Ejército y puesto a disposición de la Dirección General de Personal de la NPO de la URSS. Donde permanecería hasta enero de 1940 cuando fue nombrado subcomandante del Frente Noroccidental para formaciones y en mayo de 1940, subcomandante del Distrito Militar de Leningrado para instituciones educativas militares.

### Segunda Guerra Mundial

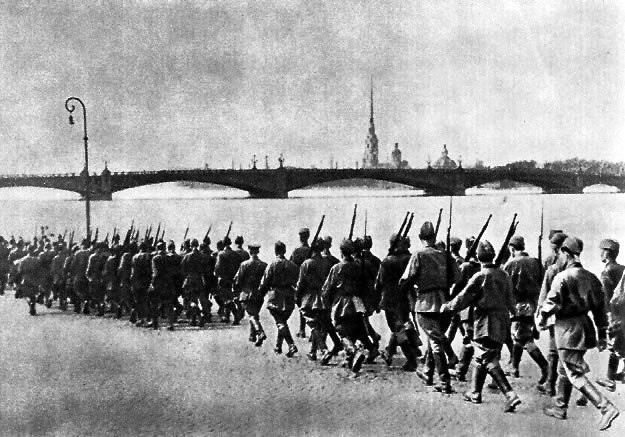
Movilización de tropas del Distrito Militar de Leningrado en el verano de 1941

En el momento de la invasión alemana de la Unión Soviética, Dujánov era asistente del comandante de las tropas del Frente Norte y jefe de reemplazos del frente. El 19 de septiembre, asumió el puesto de comandante de la 10.ª División de Fusileros. Como parte del 8.º Ejército del Frente de Leningrado, la división asumió la defensa en el área del asentamiento de Strelna durante las primeras fases del Sitio de Leningrado, durante este periodo la división bajo su mando llevó a cabo contraataques y mantuvo las líneas defensivas. A principios de octubre, bajo la amenaza de cerco, la división se vio obligada a retirarse a una nueva línea defensiva al oeste de la ciudad de Peterhof.
Del 4 al 24 de octubre de 1941, comandó temporalmente el 19.° Cuerpo de Fusileros del 23.° Ejército, en noviembre, fue nombrado Jefe de Estado Mayor del Grupo Operativo Nevá, luego Comandante Asistente del Frente de Leningrado, en mayo de 1942, Comandante Asistente del Grupo de Fuerzas de Leningrado del Frente de Leningrado para formaciones y desde septiembre, Subcomandante del Frente de Leningrado para formaciones.
El 6 de octubre de 1942, fue nombrado comandante del Grupo Operativo Nevá, luego desde el 10 de octubre de 1942, comandante del 67.º Ejército del mismo frente creado sobre la base del grupo operativo. El ejército controlaba un sector de 55 kilómetros del frente que incluía parte de la margen derecha del río Nevá y una cabeza de puente en el área de Moskovskaya Dubrovka, también custodiaba el Camino de la Vida a través del lago de Ládoga, al norte de la desembocadura del Nevá.
El 67.º Ejército de Dujanov estaba formado por tres divisiones y dos brigadas de fusileros, una brigada de esquiadores, una región fortificada, dos batallones independientes de tanque y artillería de apoyo. Los efectivos de las divisiones del ejército variaban de 7000 a 10 000 soldados y oficiales cada una mientras que en el caso de las brigadas tenían entre 3000 a 5800 efectivos cada una. Además estaba equipado con unos 850 cañones y morteros, 400 lanzacohetes múltiples y algo más de 50 tanques.

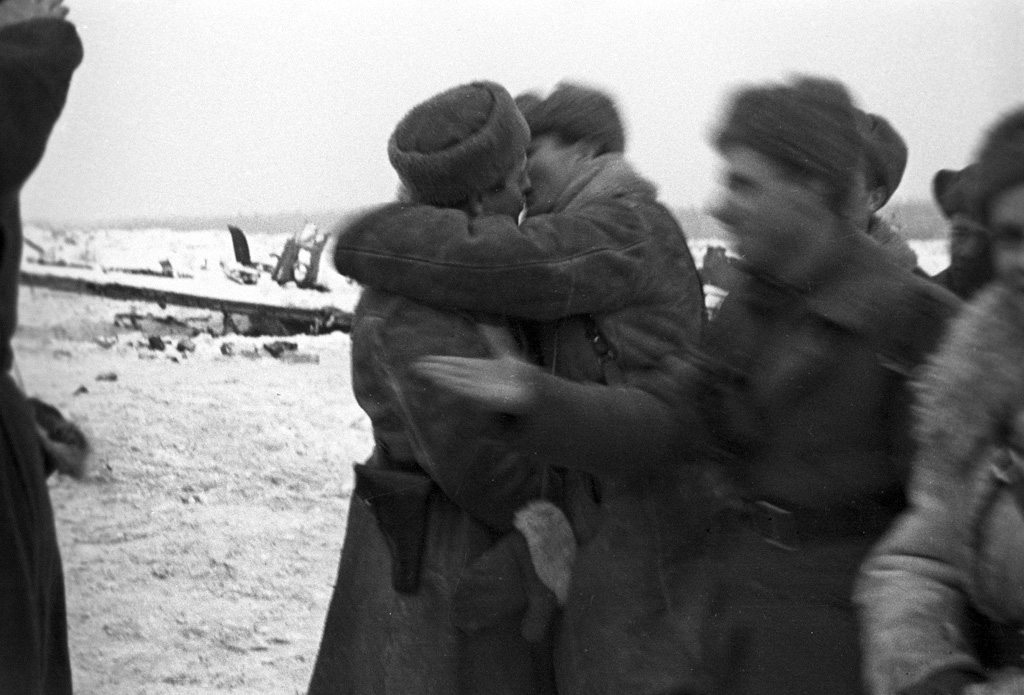
Soldados pertenecientes al 67.° Ejército y al 2.° Ejército de Choque se unen durante la Operación Chispa, rompiendo de esa forma el sitio de Leningrado

En enero de 1943, tropas del 67.º Ejército bajo su mando participaron en la operación Chispa. El ejército de Dujanov sería el grupo de choque del Frente de Leningrado y su misión era atacar a las tropas alemanes situadas en el sector comprendido entre Moskovskaya Dubrovka y Schüsselburg para después avanzar hacia el este siguiendo el eje Maryino-Siniavino donde debía destruir los puestos defensivos alemanes de la orilla izquierda del río Nevá para después avanzar hacia el este y tomar contacto con el grupo de choque del Frente del Vóljov el 2.º Ejército de Choque y así restablecer comunicaciones terrestres con Leningrado.
El 13 de enero, la 136.ª División de Fusileros y la 61.ª Brigada de tanques del 67.º Ejército avanzaron cuatro kilómetros hacia el este. La 170.º División de Infantería alemana contraatacó después del fracaso del ataque soviético allí, obligando a la 268.º División a retroceder dos kilómetros. Durante los siguientes tres días, el ejército avanzó hacia el noreste, pero fue nuevamente detenido en Gorodok. El 18 de enero, a las 9:30 horas, los elementos principales de la 123.º División de Fusileros del 67.° Ejército y la 372.º División de Fusileros del 2.° Ejército de Choque se unieron cerca del Asentamiento Obrero n.º 1 y rompieron así parcialmente el bloqueo, lo que marcó una fecha importante en el sitio de Leningrado. La 136.ª División de Fusileros y la 61.ª Brigada de tanques continuaron avanzando hacia el Asentamiento Obrero N.º 5 y la 86.ª División de Fusileros capturó Shlisselburg. Las tropas alemanas establecieron una nueva línea defensiva y el 67.º Ejército continuó atacando Gorodok el 20 de enero, pero sin éxito. Por el hábil liderazgo del ejército, recibió la Orden de Kutúzov de 1.er grado.
Después del éxito parcial de la operación Chispa, el Cuartel General del Alto Mando Supremo (Stavka) decidió lanzar una operación a gran escala, con el nombre en código de «Estrella Polar», cuyo objetivo final era derrotar al Grupo de Ejércitos Norte alemán y la liberación completa de la región de Leningrado. El 67.º Ejército apoyó el ataque en la zona de Krasni Bor, capturando Gorodok después de seis días de intensos combates, el 18 de febrero. El 22 de julio, el 67.º Ejército atacó las alturas de Siniávino desde el oeste. Su 30.° Cuerpo de Fusileros de la Guardia fue detenido por la resuelta resistencia alemana. El ataque continuó con menor intensidad hasta el 22 de agosto. El ataque se reanudó el 15 de septiembre y el 30.º Cuerpo de Fusileros de la Guardia capturó finalmente las Alturas de Siniávino, después de sangrientos combates.
El 25 de diciembre de 1943, el 55.º Ejército se disolvió y tanto el cuartel general como sus unidades de combate y apoyo se fusionaron con el 67.º Ejército. El Comandante del 55.º Ejército, el teniente general Vladímir Svirídov, asumió el mando del nuevo ejército.
En marzo de 1944, fue nombrado subcomandante del 8.º Ejército de Guardias del Tercer Frente Ucraniano, donde combatió con éxito en la ofensiva de Nikopól-Krivói Rog, la ofensiva de Bereznegovatoye-Snigirevka y la ofensiva de Odesa (todas ellas parte de la más amplia ofensiva del Dniéper-Cárpatos). En abril de 1944, el ejército fue retirado a la reserva del Cuartel General del Alto Mando Supremo donde permaneció hasta el 13 de junio, momento en el que fue transferido al Primer Frente Bielorruso y participó en la operación Bagration, la ofensiva del Vístula-Óder y finalmente en la batalla de Berlín como parte del mismo.

### Posguerra

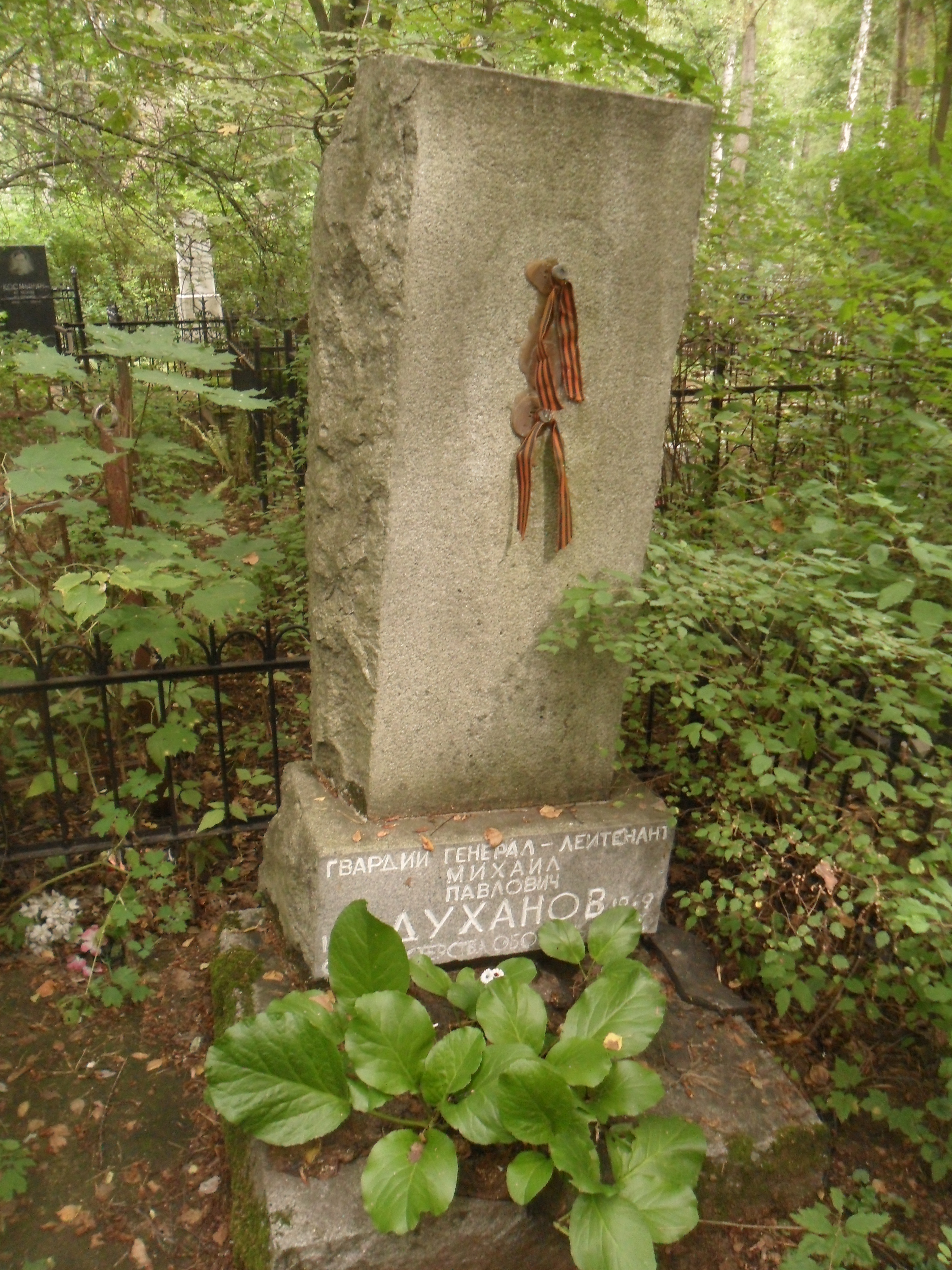
Lápida del teniente coronel Mijaíl Dujanov en el cementerio Teológico de San Petersburgo

Poco después del final de la guerra, en agosto de 1945, fue nombrado asistente del comandante de las tropas del Distrito Militar de Leningrado para las universidades. El 16 de abril de 1953, se vio obligado a retirarse del servicio activo  por motivos de salud. Murió en Leningrado el 2 de septiembre de 1969 y fue enterrado en el cementerio Teológico de San Petersburgo.

## Promociones
- Kombrig (26 de noviembre de 1935)
- Komdiv (28 de julio de 1938)
- Komkor (21 de noviembre de 1939)
- Mayor general (4 de junio de 1940)
- Teniente general (29 de agosto de 1943).[12]

## Condecoraciones
A lo largo de su extensa carrera militar Mijaíl Dujanov recibió las siguientes condecoracionesː
Unión Soviética
- Orden de Lenin (21 de febrero de 1945)
- Orden de la Bandera Roja, cuatro veces (23 de agosto de 1944, 3 de noviembre de 1944 y 29 de mayo de 1945, 1949)
- Orden de Suvórov de 1.er grado (6 de abril de 1945)
- Orden de Kutúzov de 1.er grado (28 de enero de 1943)
- Orden de Bohdán Jmelnitski de 1.er grado (3 de junio de 1944)
- Orden de la Estrella Roja
- Medalla por la Defensa de Leningrado
- Medalla por la Conquista de Berlín
- Medalla por la Liberación de Belgrado
- Medalla por la Liberación de Varsovia
- Medalla por la Victoria sobre Alemania en la Gran Guerra Patria 1941-1945
- Medalla Conmemorativa del 20.º Aniversario de la Victoria en la Gran Guerra Patria de 1941-1945
- Medalla del 20.º Aniversario del Ejército Rojo de Obreros y Campesinos
- Medalla del 30.º Aniversario de las Fuerzas Armadas de la URSS
- Medalla del 40.º Aniversario de las Fuerzas Armadas de la URSS
- Medalla del 50.º Aniversario de las Fuerzas Armadas de la URSS
- Medalla Conmemorativa del 250.º Aniversario de Leningrado

Otros países
- Orden de San Estanislao de 3.er grado (imperio ruso)
- Cruz de San Jorge de 4.º grado (Imperio ruso)
- Orden de la Cruz de Grunwald (Polonia)
- Medalla por Varsovia 1939-1945 (Polonia)
- Medalla por el Oder, Neisse y el Báltico (Polonia)